# Казановский, Евгений Федорович
Казановский, Евгений Федорович — российский композитор.

## Биография
Родился 20 мая 1937 году в Ленинграде. Окончил Хоровое училище им Глинки в 1954, Институт военных дирижёров в 1958, Горьковскую консерваторию в 1970. Работал военным дирижёром в Волгограде и Грозном. В 1970-х годах начальник Ансамбля песни и пляски Тихоокеанского флота. В 1980-х преподавал в Латвийской консерватории, возглавлял Ансамбль песни и пляски ПрибВО.
Заслуженный деятель искусств РСФСР. Народный артист РФ. В начале 2000-х годов главный дирижёр Западного военного округа.

## Известные произведения
- Праздничная Чечено-Ингушская увертюра (1960)
- Кубанская рапсодия (1962)
- Лето (1970)
- Он был простой солдат (1972)
- Музыка к Рикки-тики-тави
- Наследники победы [1]
- «Время пришло» (2023)